# ای. کورکونوف
ای. کورکونوف (روسی: А. Коркунов) یک نولید کننده شکلات لوکس در روسیه است که در سال ۱۹۹۹ توسط دو کارآفرین به نام‌های اندرو کورکونوف و سرگئی لیاپونسف تأسیس شد. این شرکت یک مرکز تولید در اودینتسوفو، درست خارج از مسکو دارد و محصولات شکلات خود را در سراسر روسیه و جهان به فروش می‌رساند. این برند، تنها برند بومی روسی است که سطح شناخت مردم جهان از آن با برندهای کالاهای مصرفی پیشرو جهانی مانند سونی، ژیلت و ب‌ام‌و برابر است. این شرکت از نمادها و نوشته‌های قدیمی روسیه تزاری استفاده کرد تا این برند را با ثروتمندی و تجمل پیوند دهد.